# Miktoniscus deharvengi
Miktoniscus deharvengi är en kräftdjursart som beskrevs av Henri Dalens 1976. Miktoniscus deharvengi ingår i släktet Miktoniscus och familjen Trichoniscidae. Inga underarter finns listade i Catalogue of Life.